# Lasionycta flavescens
Lasionycta flavescens là một loài bướm đêm trong họ Noctuidae.